# Amra-Faye Wright
Amra-Faye Wright (22 agosto 1960) è un'attrice teatrale, ballerina e cantante sudafricana, nota soprattutto come interprete di musical.

## Biografia
Amra-Faye Wright ha fatto il suo debutto nel mondo dello spettacolo come ballerina a Sun City. Il suo primo ruolo teatrale fu nella parte di Sheila nel musical Premio Pulitzer A Chorus Line a Johannesburg, a cui seguì il ruolo di Sandy in Grease sempre a Johannesburg. Nel 2001 ha interpretato Velma Kelly nella tournée britannica del musical Chicago; successivamente ha ricoperto il ruolo di Velma anche nella produzione stabile di Chicago all'Adelphi Theatre di Londra.
Dopo aver interpretato Velma Kelly nel West End londinese e nella tournée in lingua giapponese del Giappone, Amra-Faye Wright ha fatto il suo debutto a Broadway nel 2006 sempre nel musical Chicago. Da allora, ha continuato a interpretare il ruolo di Velma Kelly a Broadway ogni anno fino al 2024, rimanendo quasi ininterrottamente nel cast del musical per quindici anni se non per diverse pause di alcune settimane per dedicarsi ad altri progetti teatrali.
È sposata in seconde nozze con il batterista sudafricano Heinrich Kruse, da cui ha avuto una figlia.